# Праталутоли (Арецо)
Праталутоли је насеље у Италији у округу Арецо, региону Тоскана.
Према процени из 2011. у насељу је живело 38 становника. Насеље се налази на надморској висини од 550 м.